# Decorator

Diagramma delle classi del pattern Decorator

Nella programmazione ad oggetti, il decorator è uno dei pattern fondamentali, definiti originariamente dalla Gang of Four.
Il design pattern decorator consente di aggiungere nuove funzionalità ad oggetti già esistenti. Questo viene realizzato costruendo una nuova classe decoratore che "avvolge" l'oggetto originale. Al costruttore del decoratore si passa come parametro l'oggetto originale. È altresì possibile passarvi un differente decoratore. In questo modo, più decoratori possono essere concatenati l'uno all'altro, aggiungendo così in modo incrementale funzionalità alla classe concreta (che è rappresentata dall'ultimo anello della catena).
La concatenazione dei decoratori può avvenire secondo una composizione arbitraria: il numero di comportamenti possibili dell'oggetto composto varia dunque con legge combinatoriale rispetto al numero dei decoratori disponibili.
Questo pattern si pone come valida alternativa all'uso dell'ereditarietà singola o multipla. Con l'ereditarietà, infatti, l'aggiunta di funzionalità avviene staticamente secondo i legami definiti nella gerarchia di classi e non è possibile ottenere al run-time una combinazione arbitraria delle funzionalità, né la loro aggiunta/rimozione.

## Struttura di un decorator
- Component: definisce l'interfaccia dell'oggetto a cui verranno aggiunte nuove funzionalità.
- ConcreteComponent: definisce l'oggetto concreto al quale aggiungere le funzionalità.
- Decorator: mantiene un riferimento all'oggetto Component e definisce un'interfaccia conforme all'interfaccia Component.
- ConcreteDecorator: aggiunge le funzionalità al Component.

## Funzionamento
Il Decorator manda le richieste al Component che può svolgere le operazioni precedenti e successive alla spedizione della richiesta.
In questo modo si ottiene una maggior flessibilità, tanti piccoli oggetti al posto di uno molto complicato, andando a modificare il contorno e non la sostanza di una classe.

## Esempio

### PHP
```
abstract
 
class
 
Componente

{

    
protected
 
$contenitore
;

    
protected
 
$valore
;

    
abstract
 
public
 
function
 
ottieniContenitore
();

    
abstract
 
public
 
function
 
ottieniValore
();

}

class
 
ComponenteConcreto
 
extends
 
Componente

{

    
public
 
function
 
__construct
()

    
{

        
$this
->
valore
 
=
 
1000
;

        
$this
->
contenitore
 
=
 
"Componente Concreto:
\t
{
$this
->
valore
}
\n
"
;

    
}

    
public
 
function
 
ottieniContenitore
()

    
{

        
return
 
$this
->
contenitore
;

    
}

    
public
 
function
 
ottieniValore
()

    
{

        
return
 
$this
->
valore
;

    
}

}

abstract
 
class
 
Decoratore
 
extends
 
Componente

{

    

}

class
 
DecoratoreConcreto1
 
extends
 
Decoratore

{

    
public
 
function
 
__construct
(
Componente
 
$contenitore
)

    
{

        
$this
->
valore
 
=
 
1000
;

        
$this
->
contenitore
 
=
 
$contenitore
;

    
}

    
public
 
function
 
ottieniContenitore
()

    
{

        
return
 
$this
->
contenitore
->
ottieniContenitore
()
 
.
 
"Decoratore Concreto 1:
\t
{
$this
->
valore
}
\n
"
;

    
}

    
public
 
function
 
ottieniValore
()

    
{

        
return
 
$this
->
valore
 
+
 
$this
->
contenitore
->
ottieniValore
();

    
}

}

class
 
DecoratoreConcreto2
 
extends
 
Decoratore

{

    
public
 
function
 
__construct
(
Componente
 
$contenitore
)

    
{

        
$this
->
valore
 
=
 
1000
;

        
$this
->
contenitore
 
=
 
$contenitore
;

    
}

    
public
 
function
 
ottieniContenitore
()

    
{

        
return
 
$this
->
contenitore
->
ottieniContenitore
()
 
.
 
"Decoratore Concreto 2:
\t
{
$this
->
valore
}
\n
"
;

    
}

    
public
 
function
 
ottieniValore
()

    
{

        
return
 
$this
->
valore
 
+
 
$this
->
contenitore
->
ottieniValore
();

    
}

}

class
 
Cliente

{

    
private
 
$componente
;

    
public
 
function
 
__construct
()

    
{

        
$this
->
componente
 
=
 
new
 
ComponenteConcreto
();

        
$this
->
componente
 
=
 
$this
->
avvolgiComponente
(
$this
->
componente
);

        
echo
 
$this
->
componente
->
ottieniContenitore
();

        
echo
 
"Cliente:
\t\t
"
;

        
echo
 
$this
->
componente
->
ottieniValore
();

    
}

    
private
 
function
 
avvolgiComponente
(
Componente
 
$componente
)

    
{

        
$componente1
 
=
 
new
 
DecoratoreConcreto1
(
$componente
);

        
$componente2
 
=
 
new
 
DecoratoreConcreto2
(
$componente1
);

        
return
 
$componente2
;

    
}

}

echo
 
"
\n\n
"
;

$cliente
 
=
 
new
 
Cliente
();

// Risultato: #quanton81

//Componente Concreto:      1000

//Decoratore Concreto 1:	1000

//Decoratore Concreto 2:	1000

//Cliente:                  3000

```